# Krypton (serial TV)
Krypton este un serial TV american dezvoltat de David S. Goyer și Damian Kindler pentru Syfy. Serialul are loc pe planeta omonimă, cu aproximativ 200 de ani înainte de nașterea lui Kal-El / Superman și distrugerea eventuală a planetei, concentrându-se asupra vieții bunicului lui Superman, Seg-El (Cameron Cuffe). Krypton a avut premiera la 21 martie 2018 și primul sezon are 10 episoade. Al doilea sezon din zece episoade a avut premiera pe 12 iunie 2019. După difuzare, Syfy a anulat serialul după două sezoane în august.

## Distribuție

### Roluri principale
- Cameron Cuffe ca Seg-El: bunicul lui Superman și tatăl lui Jor-El; atletic, încrezător în liniște și la 20 de ani. O versiune mai tânără a personajului „mai morocănos” din benzi desenate.[3][4]
- Georgina Campbell ca Lyta-Zod: Un cadet și războinic reticent din armata kryptoniană, care se află într-o relație clandestină cu Seg-El.[3][5]
- Shaun Sipos ca Adam Strange: un om din viitor care îl avertizează pe Seg-El despre Brainiac și îi spune despre nepotul său Kal-El.
- Elliot Cowan ca Daron-Vex: Magistratul șef al Kandorului, însărcinat cu apărarea oligarhiei lui Krypton.[6]
- Ann Ogbomo ca Jayna-Zod: Primus al breslei militare kryptoniane și mama Lytei.[3][5][6]
- Aaron Pierre ca Dev-Em: Un „băiat rău dăltuit, de douăzeci și ceva de ani”.[3][6]
- Rasmus Hardiker ca Kem: Un inginer și cel mai bun prieten al lui Seg.[6]
- Wallis Day ca Nyssa-Vex: Un magistrat junior și fiica lui Daron-Vex.[6]
- Blake Ritson ca Brainiac: O ființă extraterestră din viitor care a călătorit înapoi în timp pentru a distruge Krypton.
- Ian McElhinney ca Val-El: Bunicul lui Seg, care a sfidat moartea mergând în Zona Fantomă și este un credincios ferm în explorarea spațiului.[3][6]

### Roluri secundare
- Hannah Waddingham ca Jax-Ur: Liderul Black Zero.[7]

### Invitați
- Rupert Graves ca Ter-El: tatăl lui Seg.
- Paula Malcomson ca Charys: mama lui Seg.[8]

În plus, Doomsday și Hawkgirl apar în acest serial TV.

## Episoade

### Sezonul 1 (2018)
| Nr. | Titlu                     | Regizat de                       | Scris de                                               | Data difuzării  | Cod de producție | U.S. telespectatori (milioane) |
| --- | ------------------------- | -------------------------------- | ------------------------------------------------------ | --------------- | ---------------- | ------------------------------ |
| 1   | „Pilot”                   | Ciaran Donnelly și Colm McCarthy | Poveste și scenariu de: David S. Goyer și Ian Goldberg | 21 martie 2018  | U13.12991        | 1.32                           |
| 2   | „House of El”             | Ciaran Donnelly                  | Cameron Welsh                                          | 28 martie 2018  | U13.12952        | 1.07                           |
| 3   | „The Rankless Initiative” | Steve Shill                      | Nadria Tucker                                          | 4 aprilie 2018  | U13.12953        | 0,95                           |
| 4   | „The Word of Rao”         | Keith Boak                       | Luke Kalteux                                           | 11 aprilie 2018 | U13.12954        | 0.87                           |
| 5   | „House of Zod”            | Julius Ramsay                    | Lina Patel                                             | 18 aprilie 2018 | U13.12955        | 0.72                           |
| 6   | „Civil Wars”              | Kate Dennis                      | Doris Egan                                             | 25 aprilie 2018 | U13.12956        | 0.60                           |
| 7   | „Transformation”          | Metin Hüseyin                    | David Paul Francis                                     | 2 mai 2018      | U13.12957        | 0.63                           |
| 8   | „Savage Night”            | Marc Roskin                      | David Kob                                              | 9 mai 2018      | U13.12958        | 0.53                           |
| 9   | „Hope”                    | Lukas Ettlin                     | Chad Fiveash și James Stoteraux                        | 16 mai 2018     | U13.12959        | 0.61                           |
| 10  | „The Phantom Zone”        | Ciaran Donnelly                  | Chad Fiveash și James Stoteraux și Cameron Welsh       | 23 mai 2018     | U13.12960        | 0.56                           |

### Sezonul 2 (2019)
| Nr. | Titlu                     | Regizat de    | Scris de                                                             | Data difuzării | Cod de producție | U.S. telespectatori (milioane) |
| --- | ------------------------- | ------------- | -------------------------------------------------------------------- | -------------- | ---------------- | ------------------------------ |
| 1   | „Light-Years From Home”   | Marc Roskin   | David S. Goyer și Cameron Welsh                                      | 12 iunie 2019  | U13.13451        | 0.48                           |
| 2   | „Ghost in the Fire”       | Marc Roskin   | Kiersten Van Horne                                                   | 19 iunie 2019  | U13.13452        | 0.43                           |
| 3   | „Will to Power”           | Julius Ramsay | Lina Patel                                                           | 26 iunie 2019  | U13.13453        | 0.49                           |
| 4   | „Danger Close”            | Julius Ramsay | Luke Kalteux                                                         | 3 iulie 2019   | U13.13454        | 0.45                           |
| 5   | „A Better Yesterday”      | Metin Huseyin | David Kob                                                            | 10 iulie 2019  | U13.13455        | 0.38                           |
| 6   | „In Zod We Trust”         | Metin Huseyin | Nadria Tucker                                                        | 17 iulie 2019  | U13.12954        | 0.37                           |
| 7   | „Zods and Monsters”       | Erica Watson  | Joel Anderson Thompson                                               | 24 iulie 2019  | U13.13457        | 0.46                           |
| 8   | „Mercy”                   | Clare Kilner  | Katie Aldrin                                                         | 31 iulie 2019  | U13.13458        | 0.38                           |
| 9   | „Blood Moon”              | Cameron Welsh | David Paul Francis                                                   | 7 august 2019  | U13.13459        | 0.29                           |
| 10  | „The Alpha and the Omega” | Ruba Nadda    | Poveste de: Cameron Welsh Scenariu de: Luke Kalteux și Cameron Welsh | 14 august 2019 | U13.13460        | 0.35                           |